# Gita Press

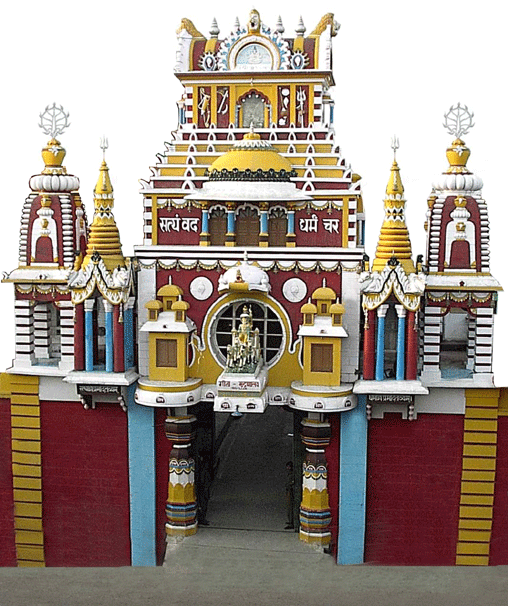
Здание штаб-квартиры Gita Press.

Gita Press — индийское книжное издательство, одно из крупнейших издательств в мире, специализирующихся на публикации индуистской религиозной литературы. Основано в 1923 году для пропагандирования идей индуизма. Штаб-квартира издательства расположена в городе Горакхпур, Уттар-Прадеш, Индия. Gita Press также публикует известный индуистский религиозный журнал Kalyan, основанный в 1927 году Хануманом Прасадом Поддаром. В архивах Gita Press хранятся более 3500 манускриптов, включая более 100 интерпретаций «Бхагавадгиты».